# Thomaston (Maine)
Thomaston – miasto w Stanach Zjednoczonych, w stanie Maine, w hrabstwie Knox.